# Церковь Санта-Мария-Нова (Неаполь)
 Церковь Санта-Мария-Нова (итал. La Chiesa di Santa Maria La Nova — церковь Святой Марии Новая) — римско-католическая церковь и монастырь в историческом центре Неаполя. Церковь расположена в начале переулка напротив восточной стороны здания главного почтамта, в нескольких кварталах к югу от церкви и монастыря Санта-Кьяра. В наше время монастырь является местом встреч и Музеем современного религиозного искусства ARCA.

## История
С начала XIII века неподалеку существовал францисканский монастырь Санта-Мария-ад-Палатиум, но к 1268 году он был снесен для того, чтобы король Карл I Анжуйский мог построить «Новый замок» (Castel Nuovo), или Маскио Аньоно (Maschio Angioino). Mонахам было предоставлено другое место для строительства новой церкви, отсюда и название «Нова». Работы начались в 1279 году, возможно, под руководством Джованни Пизано, хотя некоторые исследователи опровергают эту гипотезу, а также ставят под сомнение тот факт, что сам тосканский архитектор когда-либо был в Неаполе; скорее, работал какой-то французский строитель, приглашённый Карлом Анжуйским. Построенное в готическом стиле, здание пострадало от землетрясений в Неаполе 1456, 1538 и 1569 годов, а также от взрыва порохового погреба, произошедшего 13 декабря 1587 года в замке Сант-Эльмо.
Восстановительные работы были поручены Джованни Кола ди Франко и начались в 1596 году, закончившись три года спустя, в 1599 году, о чём сообщает надпись на фризе фасада церкви. Реконструкция церкви проводилась в 1859 году. Реставрация потолка и произведений искусства, находившихся в церкви, осуществлялась между 1922 и 1926 годами.

## Архитектура и внутреннее убранство
Фасад, типичный для францисканских церквей, имеет лаконичный вид, соответствующий стилю эпохи итальянского Возрождения. Он делится по вертикали пилястрами и карнизами по горизонтали. Богато украшенный портал имеет круглый медальон с горельефным изображением Коронования Девы Марии ангелами работы неизвестного художника XVII века, а верхняя часть имеет большое окно в центре: фасад заканчивается тимпаном с небольшим круглым окном.
Современная церковь имеет один просторный неф, перекрытый плоским кессонированным потолком и боковые капеллы. Большое окно квадратной в плане апсиды и ряд окон верхней части нефа освещают внутреннее пространство.
Позолоченный деревянный потолок, созданный между 1598 и 1603 годами, украшен рельефами и сорока шестью живописными панелями, выполненными различными художниками, вдохновленными новейшим неаполитанским маньеризмом, до влияния живописи Микеланджело Меризи да Караваджо; три самые большие панели изображают «Славу имени Марии» работы Франческо Курии, «Вознесение Девы» Джироламо Лирдена и «Коронование Девы Марии» Фабрицио Сантафеде. Другие панели меньшего размера созданы на иные темы и сюжеты, такие как сцены из жизни Марии и Иисуса.
Многочисленные капеллы украшены фресками и алтарными картинами работы неаполитанских живописцев XVII века.

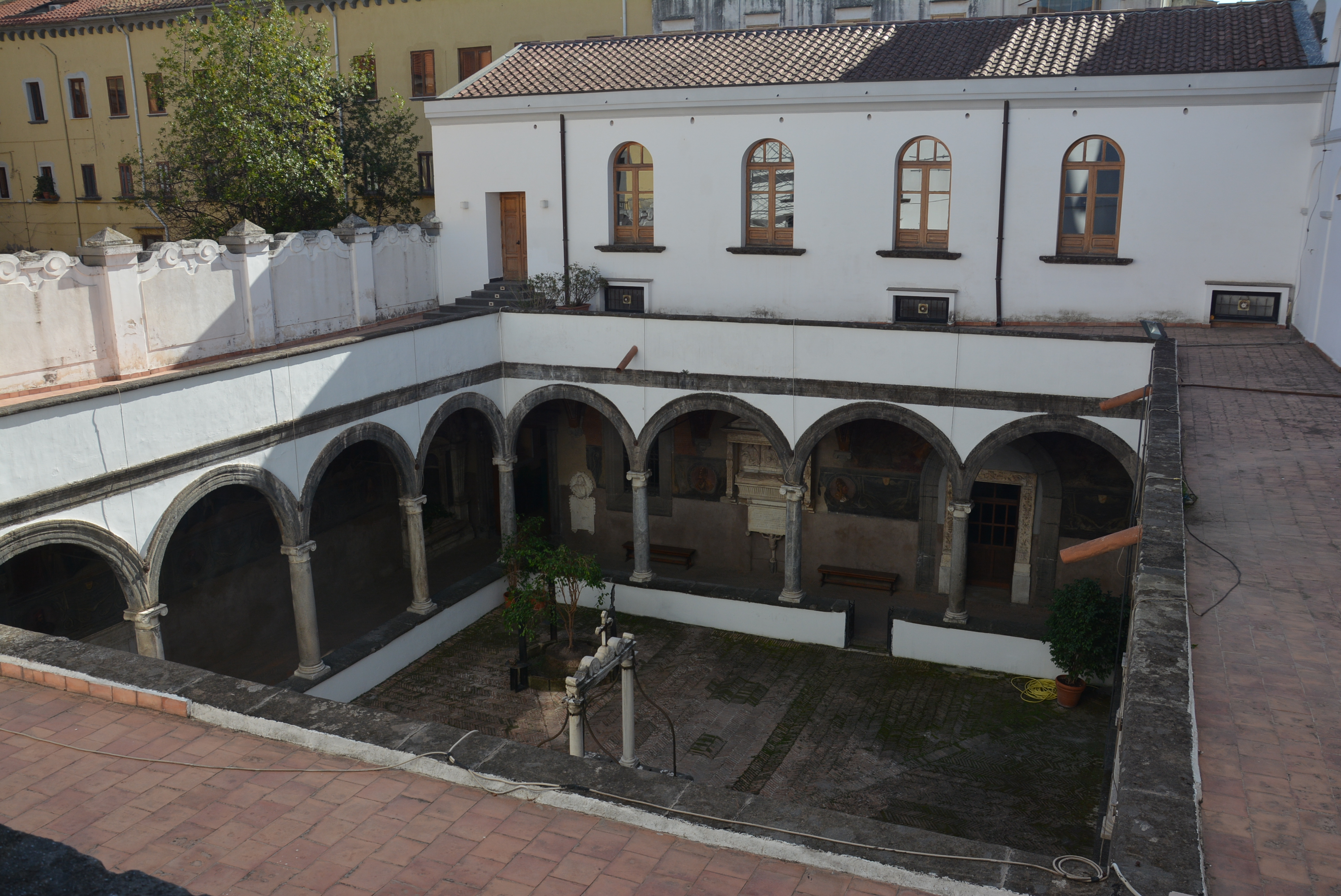
Кьостро (малый двор) монастыря
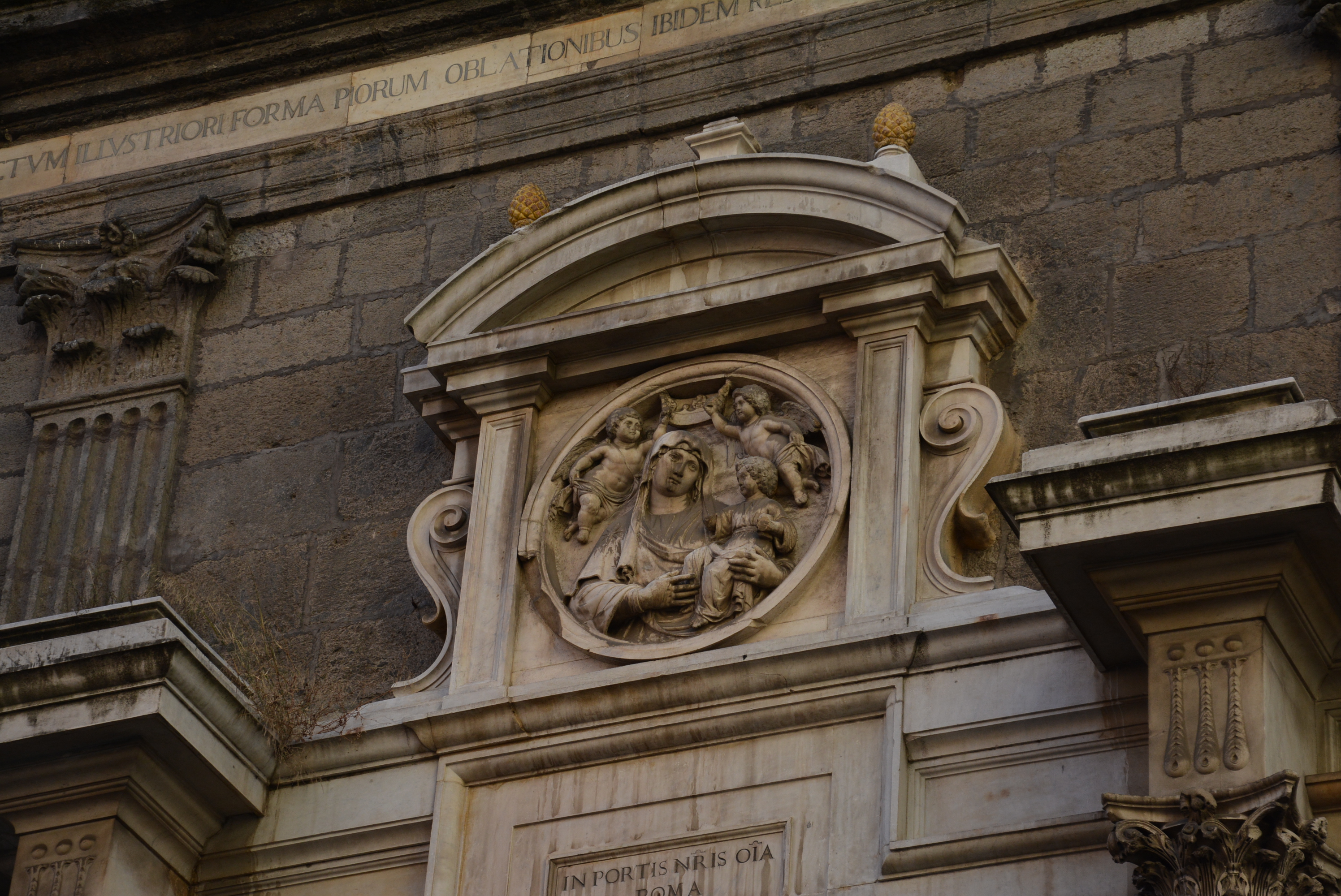
Коронование Девы Марии. Горельеф входного портала
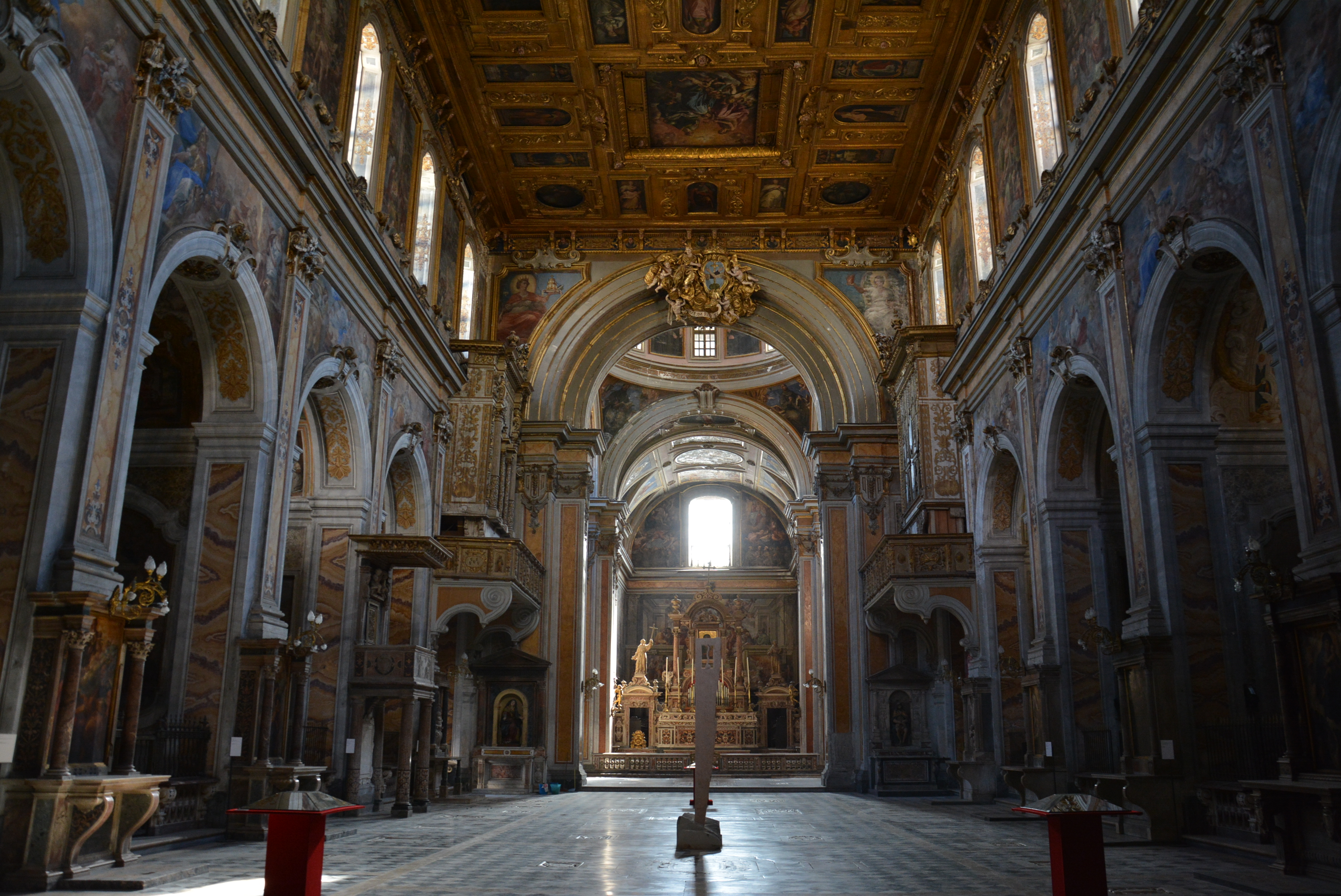
Вид главного нефа
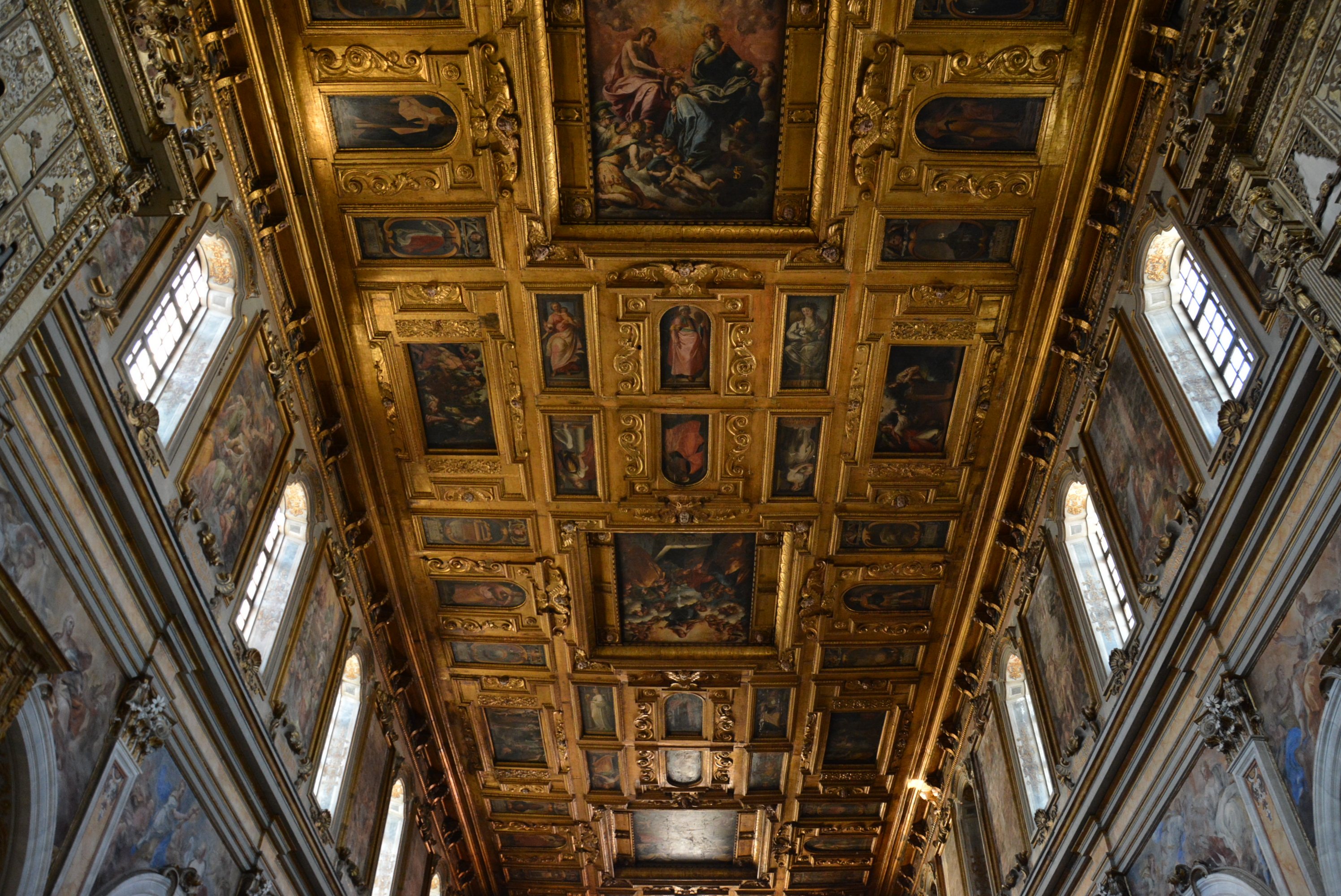
Потолок
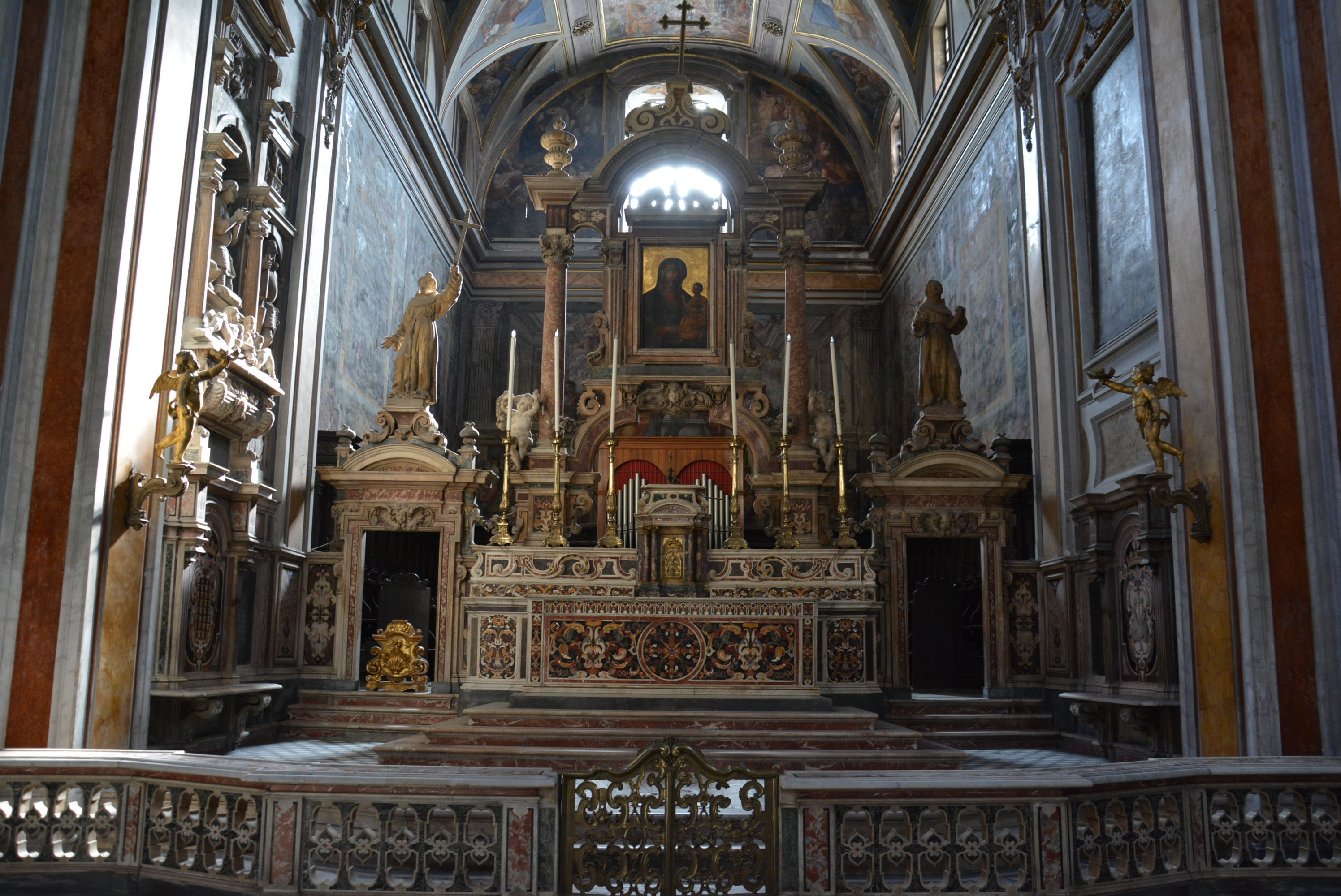
Главный алтарь
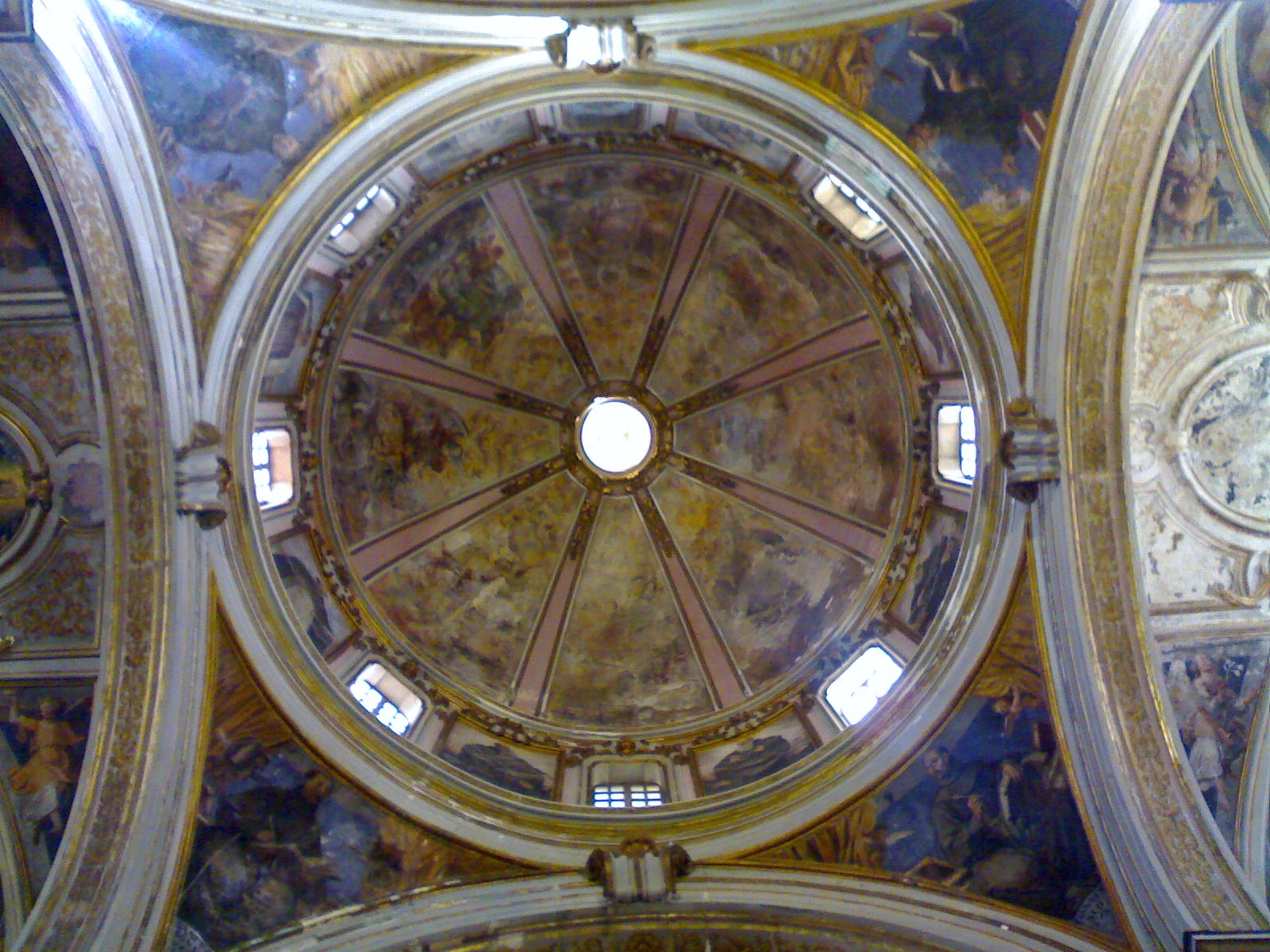
Купол
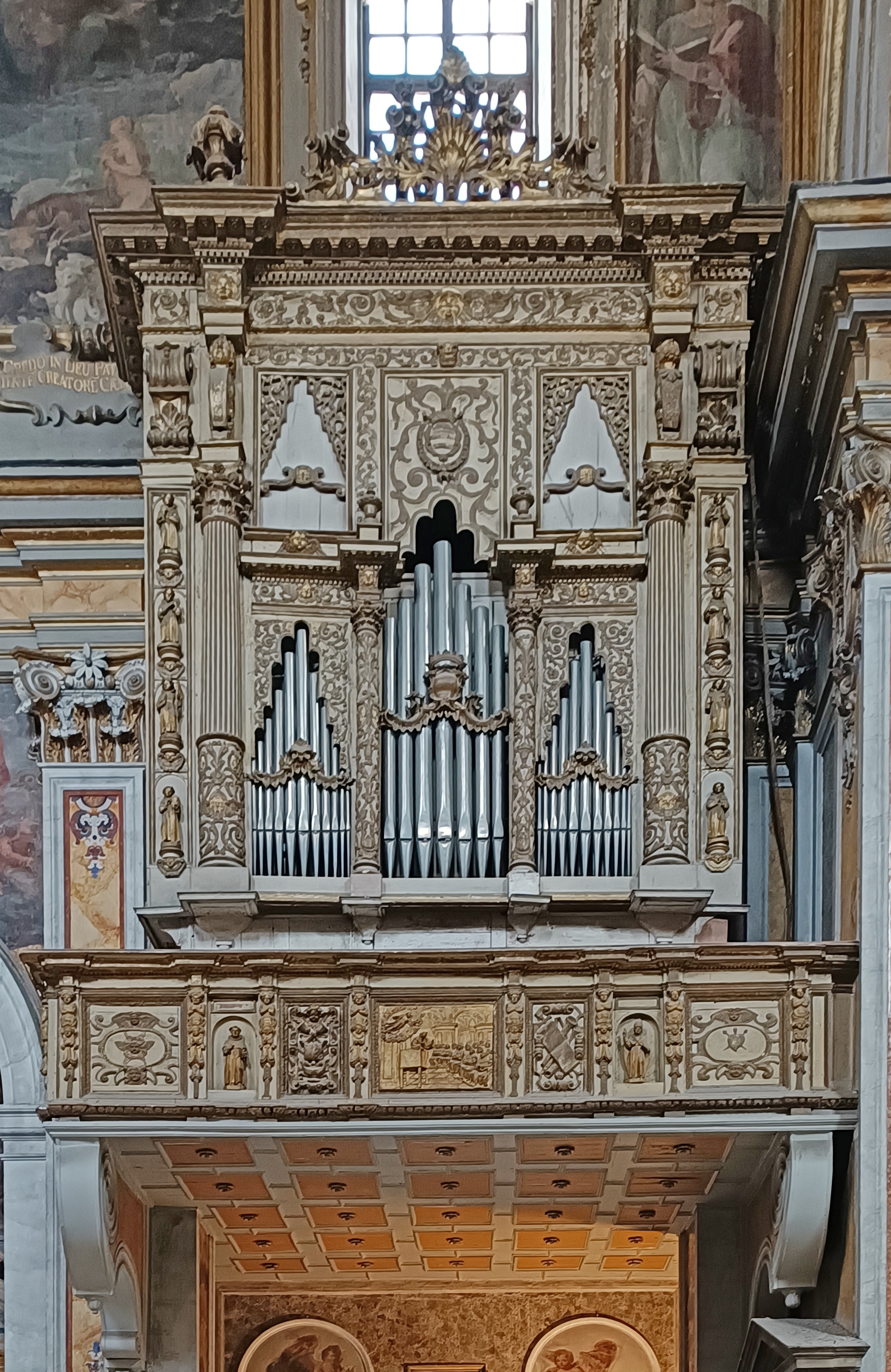
Кантория и левый орган